# Cyclocross-Weltmeisterschaften/Frauen U23
Das Einzelrennen der Frauen U23 ist ein Wettbewerb bei den Cyclocross-Weltmeisterschaften. Es wurde 2016 als fünfter Wettbewerb in die WM aufgenommen; zuvor waren die Fahrerinnen dieser Altersklasse in der Elite mitgefahren. U23-Fahrerinnen dürfen auch weiterhin das Elite-Rennen fahren, sie sind danach aber im Cyclocross nicht mehr für die U23 startberechtigt. Ceylin del Carmen Alvarado und Fem van Empel wurden 2020 bzw. 2023 nach einer solchen Hochstufung Weltmeisterin in der Elite.
Das mit dem Sieg verbundene Regenbogentrikot kann von der Weltmeisterin kaum getragen werden, da es mit Ausnahme der nationalen und kontinentalen Meisterschaften (Europa und Amerika) keine separaten U23-Rennen für Frauen gibt.

## Palmarès
| Jahr | Austragungsort | Gold                     | Silber                     | Bronze                     |
| ---- | -------------- | ------------------------ | -------------------------- | -------------------------- |
| 2016 | Zolder         | Evie Richards            | Nikola Nosková             | Maud Kaptheijns            |
| 2017 | Bieles         | Annemarie Worst          | Ellen Noble                | Evie Richards              |
| 2018 | Valkenburg     | Evie Richards            | Ceylin del Carmen Alvarado | Nadja Heigl                |
| 2019 | Bogense        | Inge van der Heijden     | Fleur Nagengast            | Ceylin del Carmen Alvarado |
| 2020 | Dübendorf      | Marion Norbert-Riberolle | Kata Blanka Vas            | Anna Kay                   |
| 2021 | Ostende        | Fem van Empel            | Aniek van Alphen           | Kata Blanka Vas            |
| 2022 | Fayetteville   | Puck Pieterse            | Shirin van Anrooij         | Fem van Empel              |
| 2023 | Hoogerheide    | Shirin van Anrooij       | Zoe Bäckstedt              | Kristýna Zemanová          |
| 2024 | Tábor          | Zoe Bäckstedt            | Kristýna Zemanová          | Leonie Bentveld            |
| 2025 | Liévin         | Zoe Bäckstedt            | Marie Schreiber            | Leonie Bentveld            |

## Medaillenspiegel
| Platz  | Land               | Gold | Silber | Bronze | Gesamt |
| ------ | ------------------ | ---- | ------ | ------ | ------ |
| 1      | Niederlande        | 5    | 4      | 5      | 14     |
| 2      | Großbritannien     | 4    | 1      | 2      | 7      |
| 3      | Frankreich         | 1    | 0      | 0      | 1      |
| 4      | Tschechien         | 0    | 2      | 1      | 3      |
| 5      | Ungarn             | 0    | 1      | 1      | 2      |
| 6      | Luxemburg          | 0    | 1      | 0      | 1      |
| 6      | Vereinigte Staaten | 0    | 1      | 0      | 1      |
| 8      | Österreich         | 0    | 0      | 1      | 1      |
| Gesamt | Gesamt             | 10   | 10     | 10     | 30     |